# Wereldkampioenschappen schermen 1953
De 9de wereldkampioenschappen schermen werden gehouden in Brussel, België in 1953. De organisatie lag in de handen van de FIE.

## Medailles

### Mannen
| Onderdeel   | Goud                                                                                                   | Goud      | Zilver                                                                                                | Zilver    | Brons                                                                                         | Brons       |
| ----------- | --- | --------- | --- | --------- | --------------------------------------------------------------------------------------------- | ----------- |
| Degen       | |           | |           |                                                                                               |             |
| Individueel | József Sákovics                                                                                        | Hongarije | Barnabas Berzsenyi                                                                                    | Hongarije | Renzo Marini                                                                                  | Italië      |
| Ploegen     | Giorgio Anglesio Franco Bertinetti Giuseppe Delfino Edoardo Mangiarotti Dario Mangiarotti Carlo Pavesi | Italië    | Édouard Artigas Daniel Dagallier Maurice Huet Armand Mouyal Jean-Pierre Muller Gérard Rousset         | Frankrijk | Jules Amez-Droz Richard Amstad Michel Evéquoz Umberto Menegalli Fernand Thiébaud Mario Valota | Zwitserland |
| Floret      | |           | |           |                                                                                               |             |
| Individueel | Christian d'Oriola                                                                                     | Frankrijk | Edoardo Mangiarotti                                                                                   | Italië    | Manlio Di Rosa                                                                                | Italië      |
| Ploegen     | Claude Bancilhon Christian d'Oriola Jacques Lataste Claude Netter Jacques Noël Adrien Rommel           | Frankrijk | Giancarlo Bergamini Manlio Di Rosa Roberto Ferrari Edoardo Mangiarotti Renzo Nostini Antonio Spallino | Italië    | Aladár Gerevich József Gyuricza Lajos Maszlay Endre Palócz József Sákovics Endre Tilli        | Hongarije   |
| Sabel       | |           | |           |                                                                                               |             |
| Individueel | Pál Kovács                                                                                             | Hongarije | Aladár Gerevich                                                                                       | Hongarije | Rudolf Kárpáti                                                                                | Hongarije   |
| Ploegen     | Tibor Berczelly Aladár Gerevich Rudolf Kárpáti Pál Kovács László Rajcsányi Bertalan Papp               | Hongarije | Gastone Darè Roberto Ferrari Renzo Nostini Domenico Pace Vincenzo Pinton Mauro Racca                  | Frankrijk | Zbigniew Czajkowski Zygmunt Pawlas Leszek Suski Jerzy Pawłowski Wojciech Zabłocki             | Polen       |

### Vrouwen
| Onderdeel   | Goud                                             | Goud      | Zilver                                                                                                   | Zilver    | Brons                                                                                       | Brons          |
| ----------- | ------------------------------------------------ | --------- | --- | --------- | ------------------------------------------------------------------------------------------- | -------------- |
| Floret      |                                                  |           | |           |                                                                                             |                |
| Individueel | Irene Camber                                     | Italië    | Renée Garilhe                                                                                            | Frankrijk | Ilse Keydel                                                                                 | West-Duitsland |
| Ploegen     | Ilona Elek Margit Elek Katalin Kiss Magda Zsabka | Hongarije | Catherine Delbarre Renée Garilhe Raymonde Pécheux Marguerite Lavagne Françoise Mailliard Régine Veronnet | Frankrijk | Irene Camber Velleda Cesari Alberta Lorenzoni Jenny Zanelli Silvia Strukel Bruna Colombetti | Italië         |

## Medaillespiegel
| Plaats | Land           | Goud | Zilver | Brons | Totaal |
| 1      | Hongarije      | 4    | 2      | 3     | 9      |
| 2      | Italië         | 2    | 3      | 2     | 7      |
| 3      | Frankrijk      | 2    | 3      | 0     | 5      |
| 4      | Polen          | 0    | 0      | 1     | 1      |
| 4      | West-Duitsland | 0    | 0      | 1     | 1      |
| 4      | Zwitserland    | 0    | 0      | 1     | 1      |
| Totaal | Totaal         | 8    | 8      | 8     | 24     |

1937 · 1938 · 1947 · 1948 · 1949 · 1950 · 1951 · 1952 · 1953 · 1954 · 1955 · 1956 · 1957 · 1958 · 1959 · 1961 · 1962 · 1963 · 1965 · 1966 · 1967 · 1969 · 1970 · 1971 · 1973 · 1974 · 1975 · 1977 · 1978 · 1979 · 1981 · 1982 · 1983 · 1985 · 1986 · 1987 · 1988 · 1989 · 1990 · 1991 · 1992 · 1993 · 1994 · 1995 · 1997 · 1998 · 1999 · 2000 · 2001 · 2002 · 2003 · 2004 · 2005 · 2006 · 2007 · 2008 · 2009 · 2010 · 2011 · 2012 · 2013 · 2014 · 2015 · 2016 · 2017 · 2018 · 2019 · 2022 · 2023